# Душанка Јовић
Душанка Јовић (рођена 1944) је српска сликарка.

## Биографија
Рођена је 1944. године у Кличевцу. Дипломирала је на Факултету примењених уметности Универзитета уметности у Београду 1968. Боравила је на Универзитету у Каиру и у атељеу „Рајмолт керамик” у Штутгарту. Излагала је на групним изложбама у земљи и иностранству, у Београду, Бору, Цавтату, Новом Саду, Чачку, Ерлангену, Цириху и Каиру од 1969. године. Добитница је награде на Мајском салону и годишње награде Удружења ликовних уметника примењених уметности и дизајнера Србије за керамику 1970.